# Annie Selden
Pour les articles homonymes, voir Selden.
Annie Laurer Alexander Selden est une mathématicienne américaine, spécialiste de l'enseignement des mathématiques. Elle est professeure émérite à l'Université technologique du Tennessee et professeure auxiliaire à l'université d'État du Nouveau-Mexique. Elle est l'une des fondatrices originelles de l'Association for Women in Mathematics en 1971,. 

## Éducation
Née sous le nom d'Annie Louise Laurer, elle est diplômée de l'Oberlin College en 1959, a appris à programmer des ordinateurs dans un emploi d'été chez IBM à Endicott, New York, et s'est rendue à l'université de Göttingen pour étudier les mathématiques en tant que boursière Fulbright. Avec le soutien de la Woodrow Wilson Foundation (en) elle a obtenu une maîtrise de l'université Yale en 1962. Retardée par le mariage et la naissance de deux enfants elle a terminé son doctorat de l'université Clarkson en 1974. Elle a publié sa thèse, Bisimple ω -semigroups in the locally compact setting, sous le nom Annie Laurer Alexander. Elle a été supervisée par John Selden Jr., qu'elle a épousé plus tard en secondes noces.

## Carrière
Bien que Selden ait initialement voulu être mathématicienne de recherche, le marché du travail au moment de son diplôme l'a amenée à enseigner à l'étranger et l'expérience de l'enseignement des mathématiques à des anglophones non natifs l'a amenée à s'intéresser à l'enseignement des mathématiques. Elle a enseigné à l'université d'État de New York à Potsdam (en), au Hampden–Sydney College (en), à l'université du Bosphore en Turquie et à l'université Bayero de Kano au Nigeria, avant de rejoindre l'université technologique du Tennessee en 1985. Elle a pris sa retraite et a déménagé au Nouveau-Mexique en 2003.  

## Prix et distinctions
En 2002, Selden a reçu le prix Louise Hay de l'Association for Women in Mathematics et elle est la conférencière AWM / MAA Falconer, avec une conférence intitulée « Two Research Traditions Separated by a Common Subject: Mathematics and Mathematics Education ». Elle a été élue membre de l'Association américaine pour l'avancement des sciences en 2003. Le prix Annie et John Selden de la Mathematical Association of America porte le nom de Selden et de son mari.  